# يوم الملك

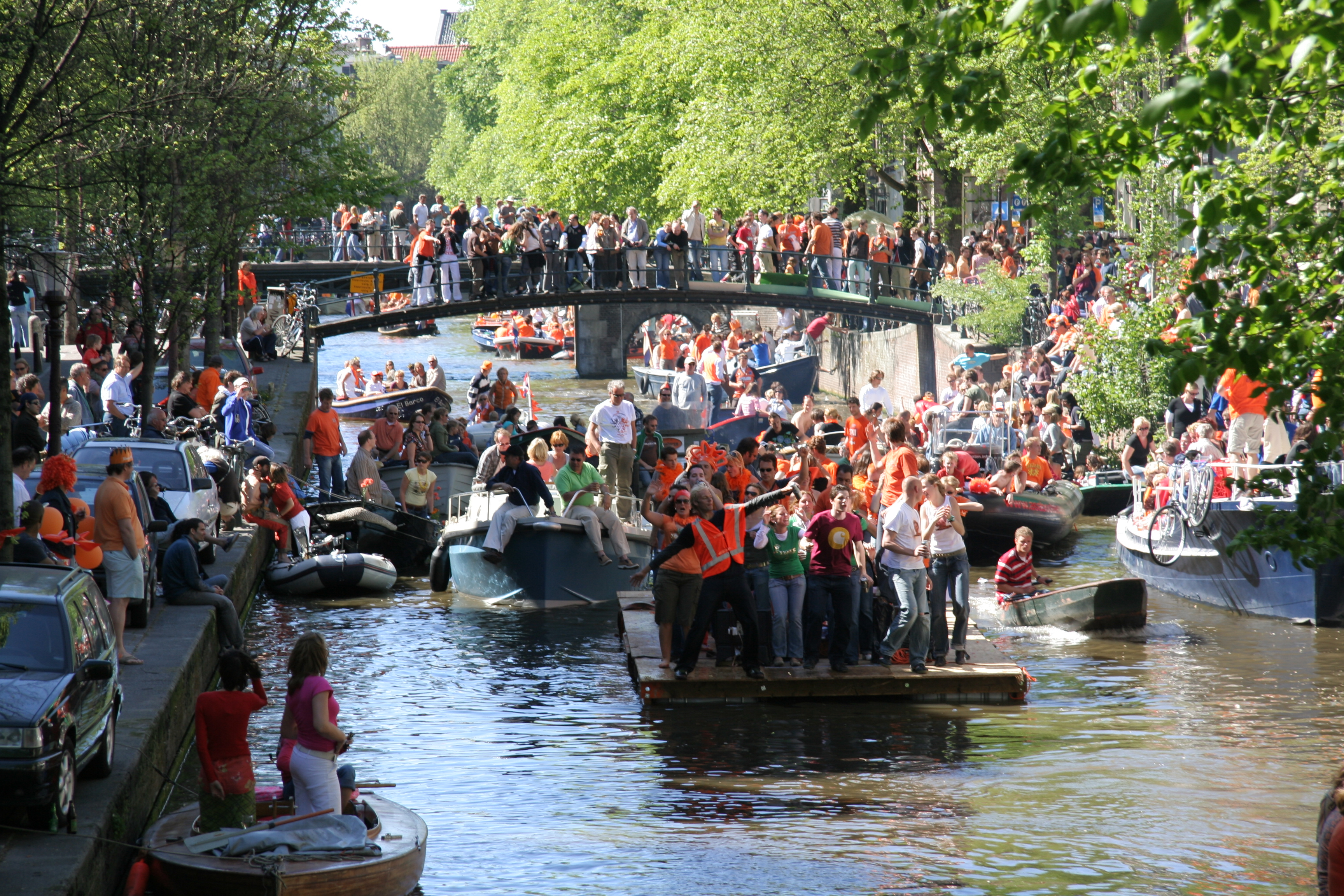
أناس يرقصون مرتديين البرتقالي عند قنوات أمستردام خلال يوم الملك عام 2007

يوم الملك () (سابقاً يوم الملكة ويوم الأمراء)هو عيد وطني في هولندا وجزر الأنتيل الهولندية وأروبا في 30 أبريل أو في 29 أبريل إذا صادف أبريل يوم أحد. وهو احتفال بعيد ميلاد الملكية الهولندية، ويفترض أن يكون يوم اتحاد وجماعية وطنية. انطلق هذا التقليد في 31 أغسطس 1885 في عيد ميلاد الملكة فيلهلمينا. ومنذ عام 1949 وبعد تنصيب الملكة يوليانا أصبح يوم الملك هو يوم ميلادها المصادف 30 أبريل. ويوم ميلاد الملكة السابقة بياتريكس يصادف 31 يناير، لكنها كانت تحتفل به في 30 أبريل، وبعد تنصيب الملك فيليم ألكسندر أصبح الاحتفال يوم الملك يوم 27 أبريل.
يوم الملك معروف بسوقه الحرة (بالهولندية: vrijmarkt) في جميع أنحاء البلاد، حيث يسمح للجميع ببيع البضائع في الشوارع. ومن الأنشطة الأخرى في يوم الملك ألعاب الأطفال، وأداء الموسيقى الفردي، والحفلات الموسيقية. ويحتفل أيضًا في بعض المدن بالليلة التي تسبق يوم الملك، حيث تسمى بليلة الملك (بالهولندية: Koningnacht). يعقد أكبر الاحتفالات في أمستردام، ويحتفل بليلة الملك في لاهاي ورقصة الملك في روتردام (Dutch: KoningDance) . خلال الاحتفالات وكرمز للعائلة المالكة، يرتدي الناس اللون البرتقالي، وهو ما يعرف أحياناً بجنون البرتقال (بالهولندية: oranjegekte).

## التاريخ

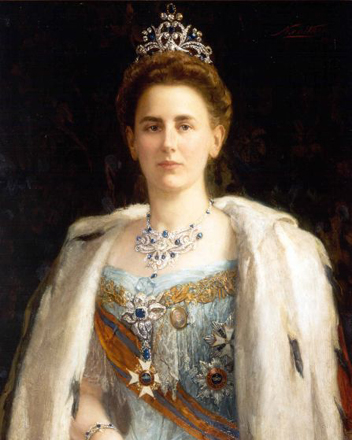
فيلهامينا ملكة هولندا. تم الاحتفال بأول يوم للملكة في يوم ميلاد الملكة فيلهامينا

الاحتفال الحالي بيوم الملك كان عن طريق الحزب المتحرر ليكون يوما للوحدة الوطنية الهولندية. بدأ بالاحتفال به في 31 أغسطس 1885، ومن عام 1885 حتى 1890 لذلك كان يسمى الاحتفال بيوم الأميرة (Dutch:Prinsessedag)، إلى أن تم اعتلاء الملكة فيلهامينا العرش عام 1890. ومنذ 31 أغسطس 1891 تم تسمية الاحتفال بيوم الملك (Dutch:Koninginnedag). لم يكن اليوم هو عيد ميلاد الملكة فحسب، بل أيضا آخر أيام العطلة الصيفية، مما جعل الحتفال محببا عند الأطفال. على غير غادة خليفتها، الملكة فيلهامينا لم تحضر الاحتفالات بيوم الملكة
في سبتمبر 1948 تولت الملكة يوليانا العرش في هولندا، ومن ذلك العام أصبح يوم الملك هو يوم ميلادها في 30 أبريل. لكن عندما يصادف يوم 30 أبريل يوم أحد يحتفل به في 29 أبريل. في هذا اليوم، الملكة يوليانا تستقبل الإجلال باورود في قصر سوسديك، وهو المكان الذي عاشت به. تقف الملكة وعائلتها على المنصة ويمر بها عدد كبير من المواطنين، وذلك للتهنئة وتقدمة الهدايا والورود}. بدأ يبث الاحتفال على التلفاز الوطني منذ خمسينيات القرن العشرين. بدأ يكثر الناس الذين يعطلون يوم الملك، أعلن يوم الملك يوما وطنيا للجماعية (Dutch: saamhorigheid).

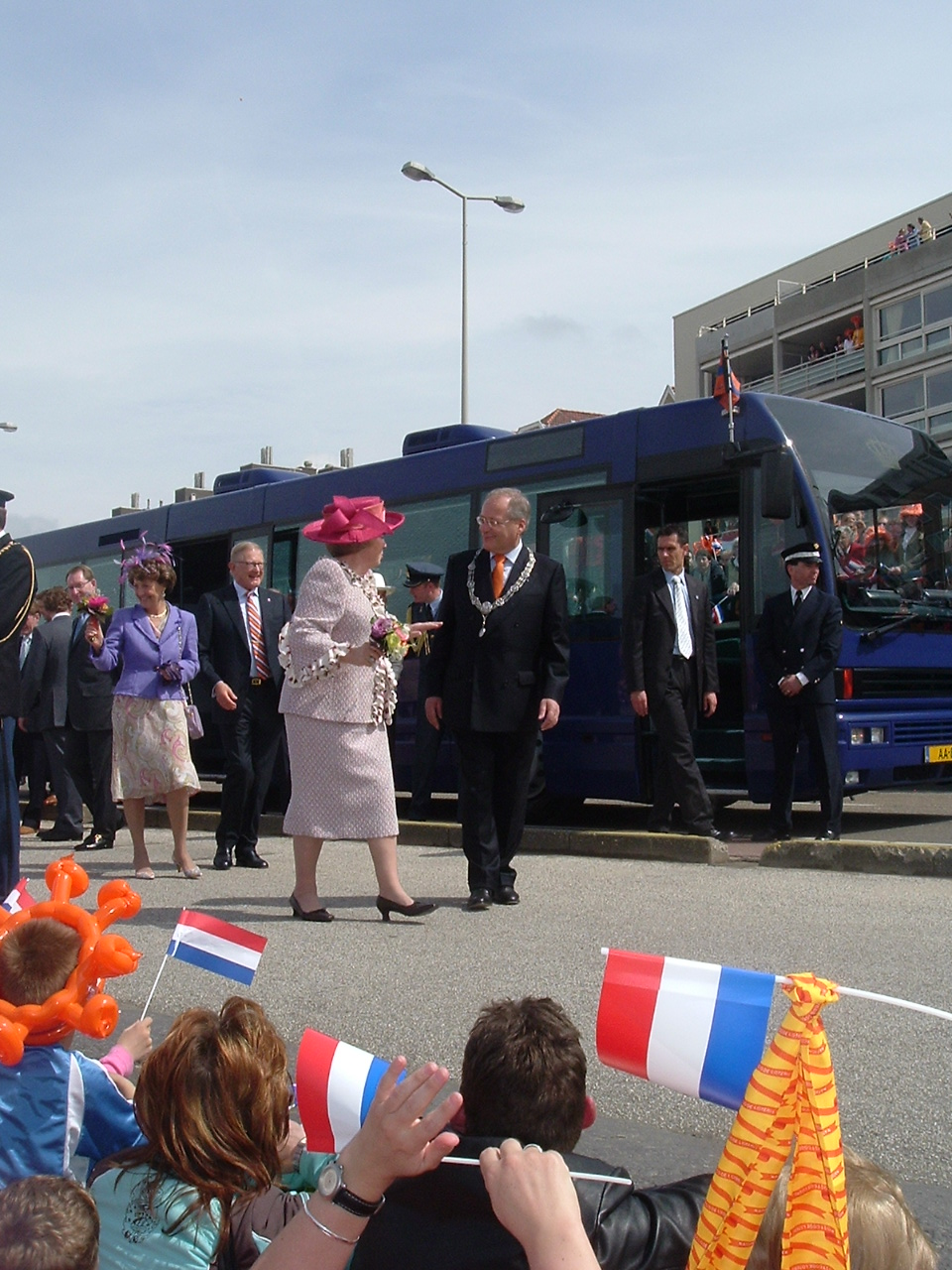
بياتركس هولندا تتحدث إلى عمدة لاهاي فيم ديتمان في شخافيناجن خلال يوم الملك في 2005

وعندما أصبحت بياتركس ملكة خلفًا لأمها الملكة جوليانا في 30 أبريل 1980 قررت الإبقاء على العطلة في 30 أبريل كنوع من الإشادة بأمها. وبأحرى لأسباب عملية، حيث أن الطقس يوم ميلادها المصادف ل31 يناير يكون شتاءً مما يصعب الاحتفالات الخارجية بسبب البرد، بينما عرف 30 أبريل بطقس أجمل. وعلى نقيض ما كانت تفعله أمها، قررت الملكة بياتريكس أن تجوب البلاد لملاقاة الناس، فضلًا عن استقبال الهدايا في موقع سكنها. ومنذ اعتلائها العرش تقوم الملكة بياتريكس وعائلتها بزيارة مكان أو عدة أماكن في يوم الملك، حيث يعرض أمامها عدة عروض هولندية ورقصات هولندية.

### بياتريكس (1980–2013)

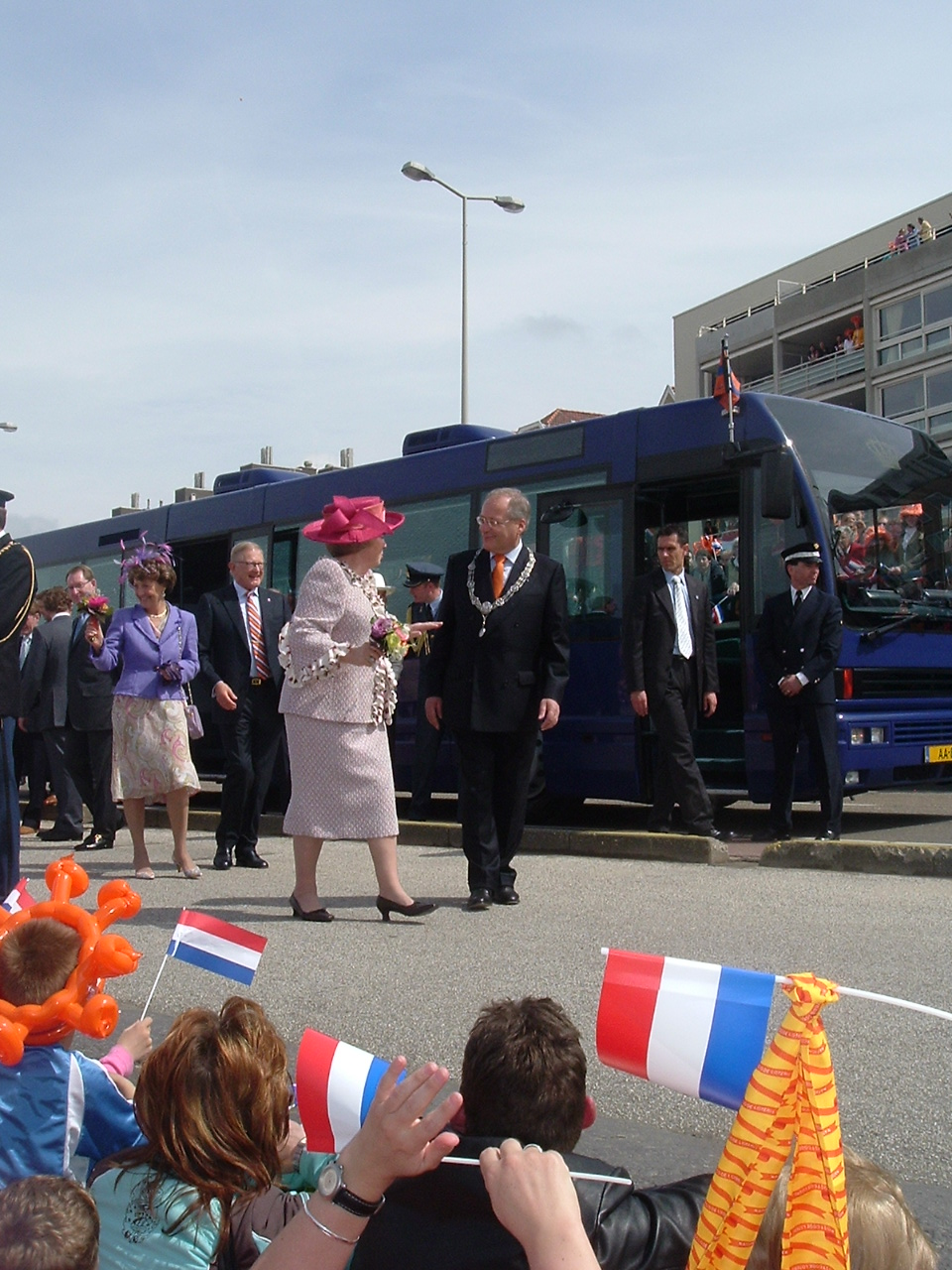
الملكة بياتريكس تتحدث مع عمدة لاهاي، Wim Deetman في Scheveningen، يوم الملكة 2005.

لقد زار الملكة بياتريكس المدن التالية أثناء احتفاله عبر السنوات بيوم الملك:

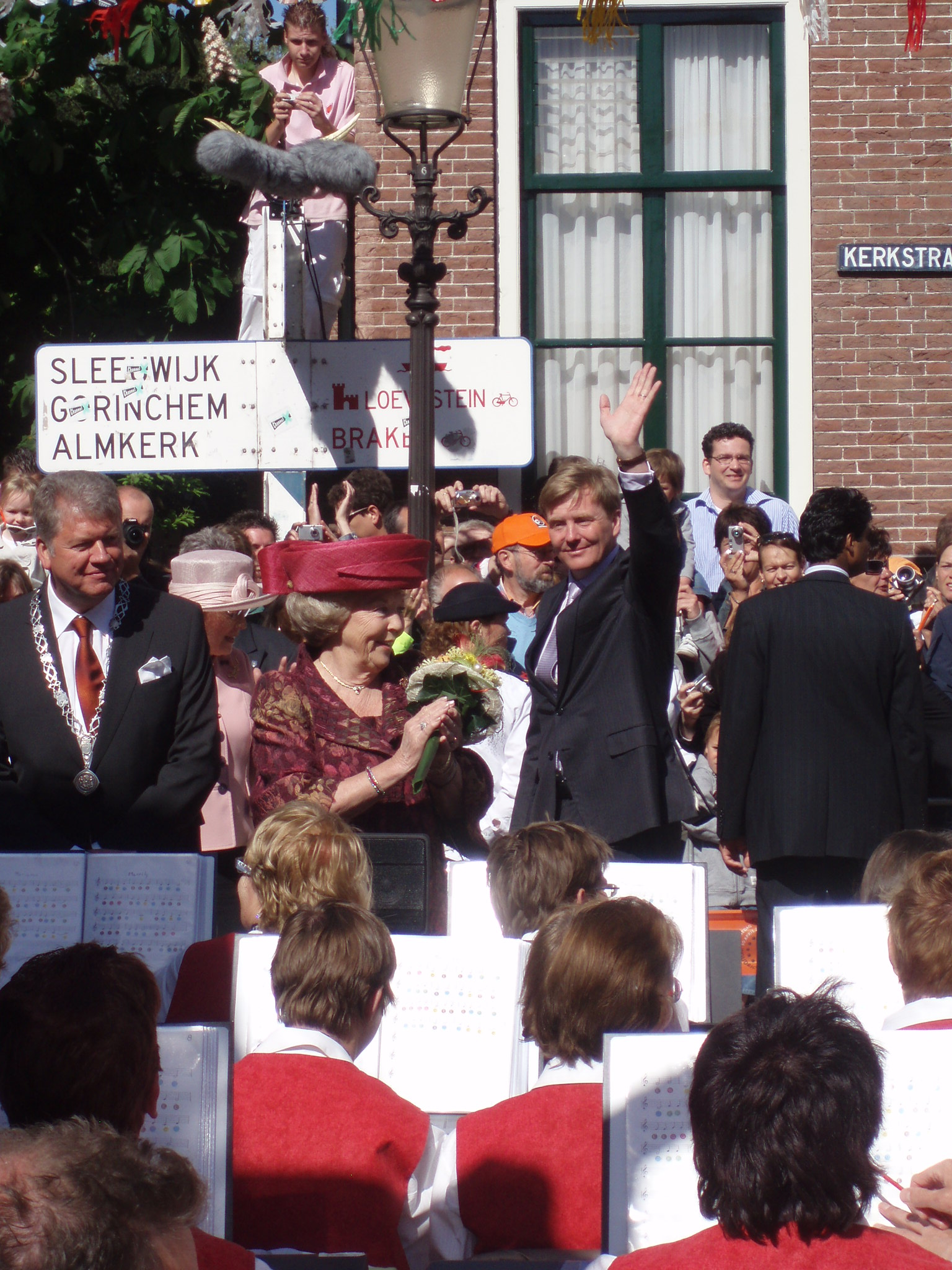
الملكة بياتريكس وابنها وولي العهد فيليم ألكساندر (يلوحان) أثناء زيارة فاودريخيم في 2007

| - 1981: فيراه وبريدا - 1982: هاريلينجن وزاودلارن - 1983: لوخيم وVaassen - 1984: لاهاي - 1985: آنا بولونا، Callantsoog، وسخاخن - 1986: دورنه وMeijel - 1987: بروكلين - 1988: Genemuiden، كامبن، وبشكل غير رسمي أمستردام - 1989: Goedereede وآود- بايرلاند - 1990: هارين ولوبيرسوم - 1991: بورين وكولمبورخ - 1992: روتردام - 1993: فليلاند وسنيك - 1994: Emmeloord وأورك - 1995: Eijsden وسيتارد - 1996: Sint Maartensdijk وبيرخن أوب زووم |  | - 1997: Marken وفيلسن - 1998: دوسبورخ وزوتفن (هولندا) - 1999: هاوتن وأوترخت - 2000: كاتفايك ولايدن - 2001: الزيارة ألغيت - 2002: هوخيفين وميبل - 2003: Wijhe وديفينتر - 2004: Warffum وخرونينغن - 2005: Scheveningen (لاهاي) - 2006: زيفولده وآلميره - 2007: فاودريخيم وسيرتوخيمبوس - 2008: Makkum وفرانيكير - 2009: آبلدورن (2009 هجوم على العائلة المالكة الهولندية) - 2010: Wemeldinge وميديلبورخ - 2011: فيرت وThorn - 2012: رينن وفينندال |

### فيليم ألكسندر

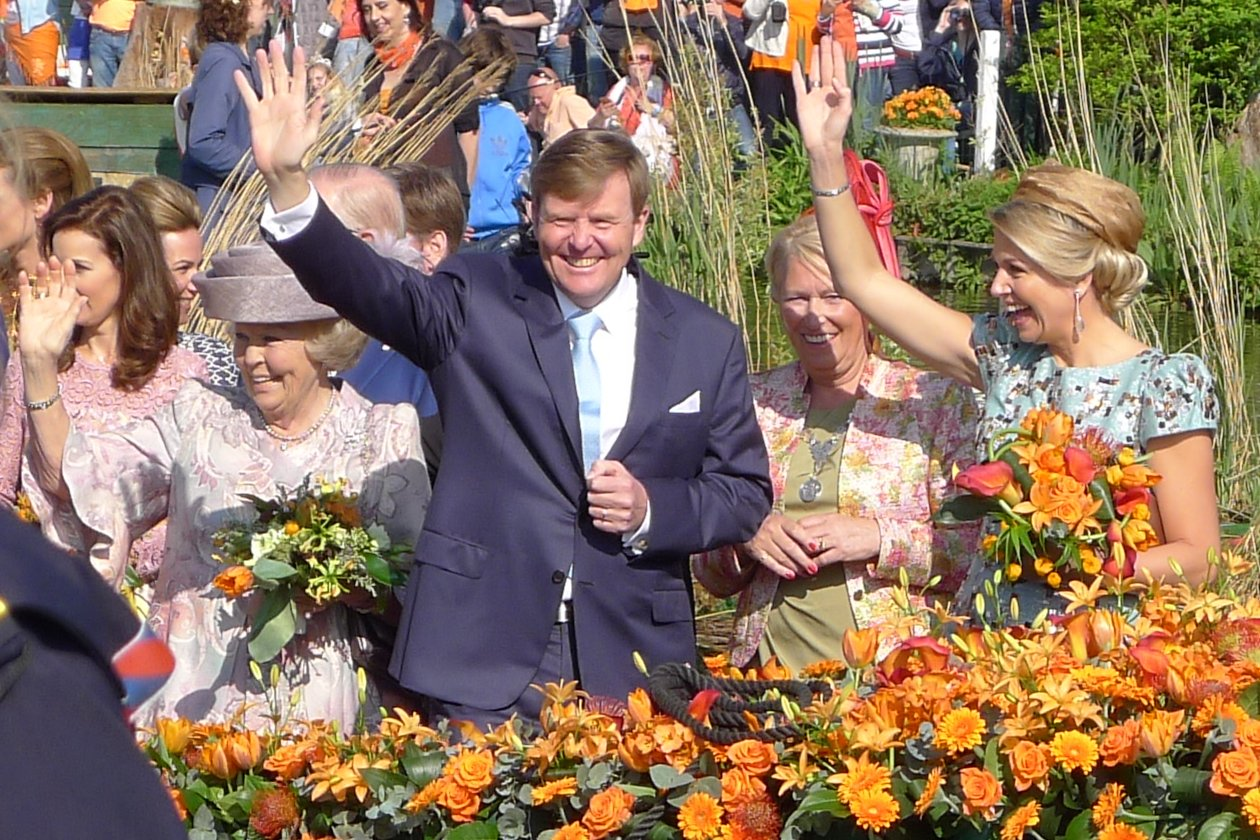
الملك فيليم ألكسندر، الملكة متكسيما والأميرة بياتريكس أثناء الاحتفال بيوم الملك 2014 في De Rijp

لقد زار الملك فيليم ألكسندر المدن التالية أثناء احتفاله عبر السنوات بيوم الملك:
| - 2014: De Rijp وأمستلفين - 2015: دوردريخت - 2016: زفوله |